# Ixora sparsifolia
Ixora sparsifolia är en måreväxtart som beskrevs av Kurt Krause. Ixora sparsifolia ingår i släktet Ixora och familjen måreväxter. Inga underarter finns listade i Catalogue of Life.